# Cassican à gorge noire
Cracticus nigrogularis
Espèce
Statut de conservation UICN

 LC  : Préoccupation mineure
Le Cassican à gorge noire (Cracticus nigrogularis) est une espèce d'oiseaux chanteurs de la famille des Artamidae.

## Description
Il mesure 35 cm pour un poids de 150 g. C'est un oiseau de taille moyenne. Les deux sexes sont identiques avec un bec noir, un plumage fait de taches blanches et noires. Il existe un collier blanc et les pattes noires. Chez les jeunes, le noir est remplacé par le brun. Il doit son nom anglais d'"oiseau boucher" au fait qu'il suspend ses proies à une branche pour les dévorer.

## Distribution et habitat
On le trouve dans toute l'Australie à l'exception des côtes Sud et de la Tasmanie.
Il habite les forêts sèches y compris à proximité des villes.

## Alimentation
Il se nourrit de petits mammifères, d'oiseaux, de reptiles, d'amphibiens et d'insectes.

## Reproduction
La saison des amours est variable suivant les régions. La femelle couve seule les 3 à 5 œufs pondus dans un nid, parfois commun, situé en hauteur dans un arbre. Les deux parents élèvent les petits.

## Galerie

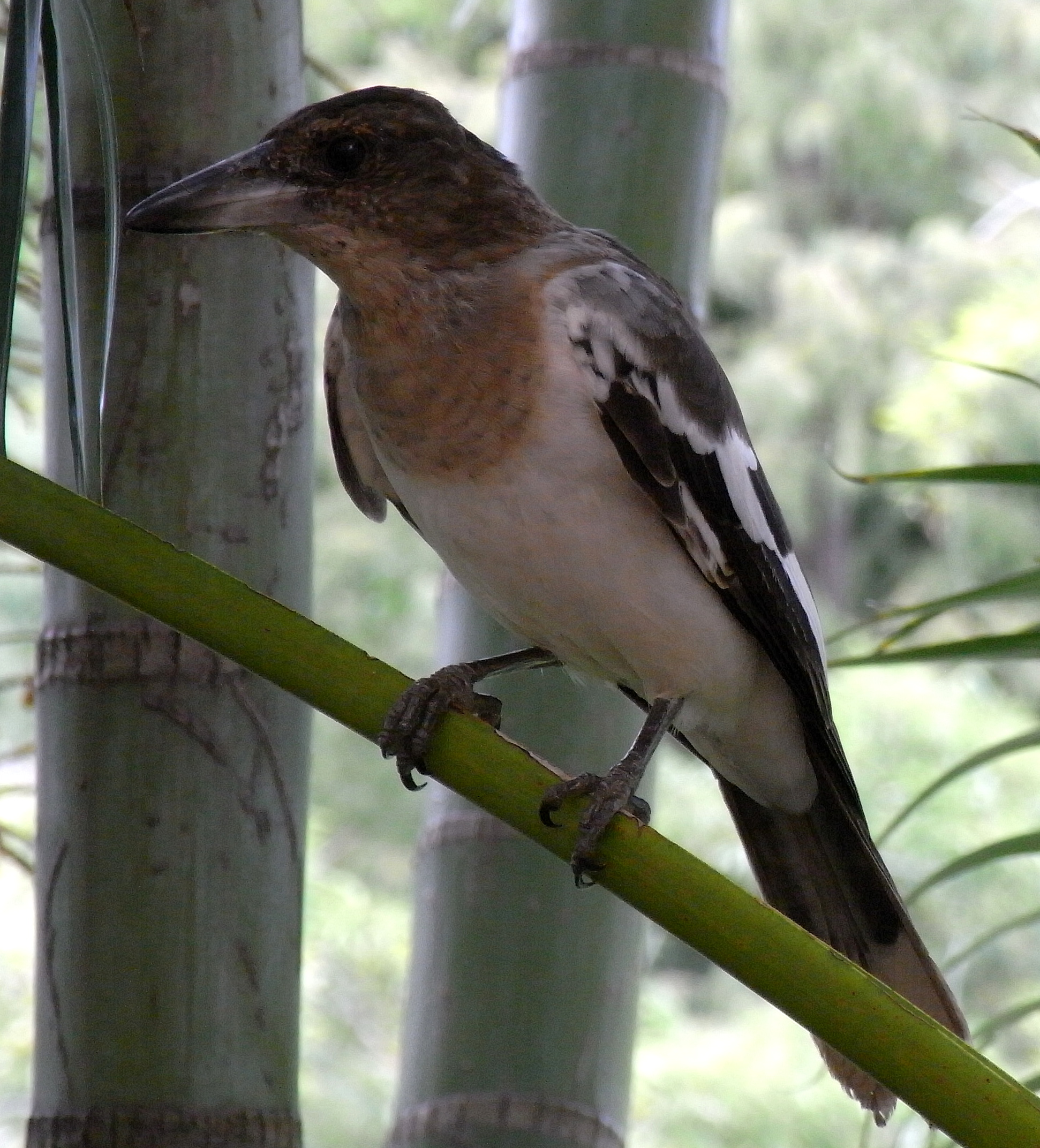
Femelle
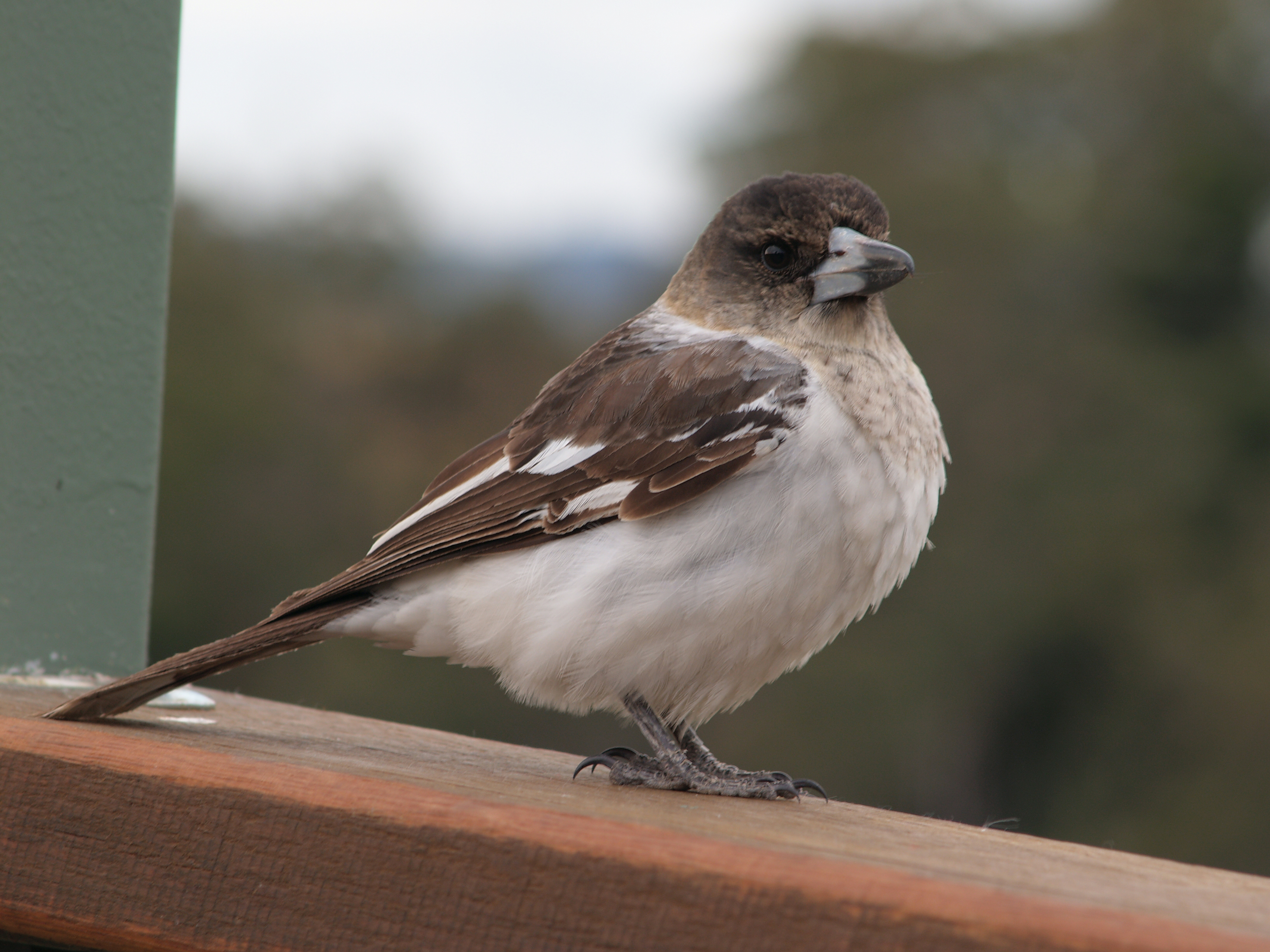
Juvénile